# Jeune-Estonie

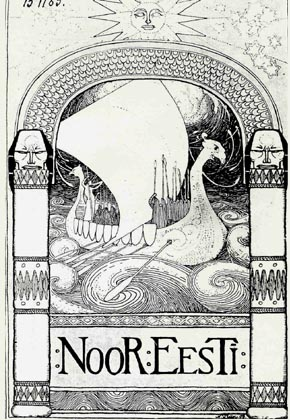
Page de couverture de l'Anthologie de la Jeune Estonie, publiée en 1905.

Jeune-Estonie (en estonien : Noor-Eesti) est un mouvement culturel radical néo-romantique estonien créé au début du vingtième siècle, et mené par le poète Gustav Suits et l'écrivain Friedebert Tuglas. 
Parmi les autres membres du groupe, il y avait Villem Grünthal-Ridala et Johannes Aavik.

## Présentation
Noor-Eesti a suscité un ensemble d’œuvres originales dans les domaines de la littérature, des beaux-arts et des arts décoratifs. 
Norr Eesti a renouvelé la langue estonienne, et traduit en estonien la littérature européenne contemporaine. Le groupe s’adressa à large public durant l’année troublée de la révolution de 1905, publiant cinq albums intitulés Noor-Eesti I-V et imprimant un tournant radical à la culture estonienne.
Gustav Suits explique l'idéologie du groupe :

« Ce qui exalte l'humanité c'est l'éducation. Notre slogan est: Plus de culture! Plus de culture européenne ! 
Restons Estoniens, mais devenons Européens aussi. Nous voulons découvrir les idées et les formes qui sont adaptées d'une part à notre esprit et notre caractère national et à nos besoins, et d'autre part à la culture européenne. »

Le programme esthétique suivait les tendances des littératures finnoise, allemande, scandinave et italienne de l'époque, comprenant des éléments de l'impressionnisme, du symbolisme et de l'expressionnisme. 
La Révolution d'Octobre disperse les membres du mouvement, dont certains partent en exil. Le groupe fonctionnait aussi comme un éditeur et a publié cinq anthologies de la Jeune-Estonie entre 1905 et 1915.